# لگو شگفت‌انگیزان
«لگو شگفت‌انگیزان» (انگلیسی: Lego The Incredibles) یک بازی ویدئویی در سبک بازی اکشن-ماجراجویی است که توسط برادران وارنر در سال ۲۰۱۸ و در پلت‌فرم‌های مایکروسافت ویندوز، اکس‌باکس وان، پلی‌استیشن ۴، و نینتندو سوئیچ منتشر شده‌است. ذر سال ۲۰۱۸ نسخه مک‌اواس این بازی نیز منتشر شد.